# York—Scarborough
Pour les articles homonymes, voir York (homonymie) et Scarborough.
York—Scarborough fut une circonscription électorale fédérale de l'Ontario, représentée de 1953 à 1988. 
La circonscription de York—Scarborough a été créée en 1952 avec des parties de York-Est et de York-Nord. Abolie en 1987, elle fut redistribuée parmi Don Valley-Nord, Scarborough—Agincourt et Scarborough—Rouge River.

## Géographie
En 1966, la circonscription de York—Scarborough comprenait la partie est de North York et la partie nord-ouest de Scarborough dans la région métropolitaine de Toronto.

## Députés
1. 1953-1957 — Frank Enfield, PLC
2. 1957-1963 — Frank McGee, PC
3. 1963-1965 — Maurice Moreau, PLC
4. 1965-1977 — Robert Stanbury, PLC
5. 1978-1980 — Paul McCrossan, PC
6. 1980-1984 — Paul Cosgrove, PLC
7. 1984-1988 — Paul McCrossan, PC

- PC = Parti progressiste-conservateur
- PLC = Parti libéral du Canada